# Stefano Ceri
Stefano Ceri (Milano, 14 febbraio 1955) è un informatico italiano.
È professore ordinario di basi di dati presso il Politecnico di Milano. In passato è stato professore in visita ("visiting professor") presso la Stanford University tra il 1983 ed il 1990. È stato direttore dell'Alta Scuola Politecnica dal 2010 al 2013.

## Ricerca scientifica
I suoi interessi di ricerca sono focalizzati su:
- estensione della tecnologia dei database per incorporare la distribuzione dei dati, regole deduttive ed attive, e query languages per XML
- metodi di progettazione per siti web data-intensive
- metodi di Search Computing e di Crowd Searching
- Genomic Computing basato sulla bioinformatica

Alcuni dei progetti di cui è responsabile al Politecnico di Milano includono W3I3 "Web-Based Intelligent Information Infrastructures" (1998-2000), WebSI "Data Centric Web Services Integrator" (2002-2004), SeCo "Search Computing" (2008-2013) e GenData2020 "Data-Centric Genomic Computing" (2013-2016).
È stato uno degli inventori di WebML, un modello per la progettazione concettuale delle applicazioni web (US Patent 6,591,271, luglio 2003) ed è cofondatore di WebRatio S.r.l., spin-off del Politecnico di Milano che ha come scopo la commercializzazione di WebML e IFML (linguaggio standard di OMG) mediante il prodotto WebRatio.
Ha vinto il VLDB Best Paper Award nel 1991 e il VLDB Test of Time Award nel 2000. Ha ricevuto un Advanced Grant ERC nel 2008 (progetto Search Computing, SeCo) e un secondo Advanced Grant ERC nel 2016 (progetto Genomic Computing, GeCo). Ha ricevuto l'ACM-Sigmod Edward T. Codd Innovation Award nel 2013. 
È membro della Academia Europaea.

## Libri
- Stefano Ceri;Giuseppe Pelagatti, Distributed Databases: Principles and Systems, New York, McGraw-Hill, 1984. ISBN 0070108293.
- Stefano Ceri; G. Gottlob; L. Tanca, Logic Programming and Databases, Berlin ; New York, Springer-Verlag, 1990. ISBN 0387517286.
- Carlo Batini;Stefano Ceri;Shamkant B. Navathe, Conceptual Database Design: an Entity-Relationship Approach, Redwood City, Calif, Benjamin-Cummings, 1992. ISBN 0805302441.
- Jennifer Widom;Stefano Ceri (a cura di), Active database systems: triggers and rules for advanced database processing, San Francisco, Calif., Morgan Kaufmann Publishers, 1996, ISBN 1-55860-304-2.
- Stefano Ceri; Piero Fraternali, Designing Database Applications with Objects and Rules: the IDEA Methodology, Harlow, Addison-Wesley, 1997. ISBN 0201403692.
- S. Ceri; D. Mandrioli; L. Sbattella, The Art and Craft of Computing, Harlow, England; Reading, Mass, Addison Wesley, 1998. ISBN 0201876981.
- Stefano Ceri, Database Systems: Concepts, Languages, and Architecture, McGraw-Hill, 1999.
- Stefano Ceri et. al., Designing Data-Intensive Web Applications, Amsterdam ; Boston, Morgan Kaufmann, 2003. ISBN 1558608435.
- Stephane Bressan; Stefano Ceri; Ela Hunt (a cura di), Database and XML technologies. third international XML database symposium, XSYM 2005, Trondheim, Norway, August 28-29, 2005. proceedings, Berlin ; New York, Springer-Verlag, 2005. ISBN 9783540285830.
- Stefano Ceri; Marco Brambilla (a cura di), Search computing : broadening web search, Berlin, Springer, 2012. ISBN 9783642342127.
- Stefano Ceri, Web Information Retrieval, Springer-Verlag, 2013.